# 370년

## 연호
- 동진(東晉) 태화(太和) 5년
- 전량(前凉) 승평(昇平) 14년
- 전연(前燕) 건희(建熙) 11년
- 전진(前秦) 건원(建元) 6년
- 대(代) 건국(建國) 33년

## 기년
- 동진(東晉) 폐제(廢帝) 5년
- 신라(新羅) 내물 마립간(奈勿麻立干) 15년
- 고구려(高句麗) 고국원왕(故國原王) 40년
- 백제(百濟) 근초고왕(近肖古王) 25년

## 사건
- 선비의 일부인 전연 내분으로 멸망.